# CD1a
T-cell surface glycoprotein CD1a ist ein Oberflächenprotein.

## Eigenschaften
Es wird unter anderem in kortikalen Thymozyten, Langerhanszellen, dendritischen Zellen, bei manchen T-Zell-Leukämien gebildet. CD1a ist im Zuge der adaptiven Immunantwort beteiligt an der Antigenpräsentation von Lipid-, Lipopeptid- und Glykolipid-Antigenen gegenüber den T-Zell-Rezeptoren von NKT-Zellen. Es bindet neben Lipiden auch an Beta-2-Mikroglobulin. CD1a ist glykosyliert und besitzt Disulfidbrücken.
Es bietet sich als immunhistochemische Untersuchung bei der Histiozytose X an, um Thymozyten, Langerhanszellen und dendritische Zellen nachweisen zu können.